# Johanna Haraldsson
Ida Emmy Johanna Haraldsson, född 8 juli 1980 i Vetlanda församling i Jönköpings län, är en svensk politiker (socialdemokrat). Hon är ordinarie riksdagsledamot sedan 2014, invald för Jönköpings läns valkrets.
Haraldsson är dotter till byggnadssnickaren och lastbilschauffören Dag Haraldsson och administratören Mona Neij Haraldsson. Hon är bosatt i Vetlanda och gick med i SSU som 14-åring. Haraldsson har sedan 20-årsåldern arbetat som maskinoperatör på tändsticksfabriken Swedish Match och var under tre års tid klubbordförande för IF Metall. År 2011 blev hon ordförande i barn- och utbildningsnämnden i Vetlanda kommun.
I riksdagen har Haraldsson varit ledamot i Civilutskottet och Arbetsmarknadsutskottet.